# Крокіс сизий
Крокіс сизий (Carthamus glaucus) — вид рослин із родини айстрових (Asteraceae).

## Біоморфологічна характеристика
Дворічна трава 30–50 см заввишки. Рослина сірувато дрібно запушена, сиза. Листки густо залозисто-волосисті, з довгими тонкими волосками; нижні — ліроподібно-перисті, стеблові — стеблоохопні, довгасто-ланцетні, колючезубчасті. Кошики яйцеподібні, 15–20 мм у діаметрі. Квітки пурпурово-рожеві.

## Середовище проживання
Зростає на північному сході Африки (Єгипет, Лівія), південному сході Європи (Україна (Крим), Росія (Північний Кавказ)), у Західній Азії (Іран, Ірак, Ліван-Сирія, Палестина, Синай, Південний Кавказ, Туреччина).
В Україні вид росте по сухих схилах, кам'янистих місцях — у Криму на південному заході (біля Севастополя, Балаклави, Алупки).